# Ricarda Bianca Berger
Ricarda Bianca Berger (nascida a 22 de Maio de 1986) é uma política austríaca do Partido da Liberdade. De 2017 a 2019, desempenhou funções como membro do Conselho Nacional. De 2015 a 2017, foi membro do Conselho Municipal e do Landtag de Viena.